# La La Land
La La Land er en amerikansk musical fra 2016 (2017 i Danmark). Filmen er skrevet og instrueret af Damien Chazelle og har Ryan Gosling og Emma Stone i hovedrollerne. Filmen fik 14 Oscar-nomineringer ved den 89'ende Oscar-uddeling og var ved at vinde Oscar for bedste film, men i stedet vandt Moonlight. Filmen vandt bl.a. Oscars for bedste kvindelige hovedrolle, bedste instruktør og bedste musik.

## Handling
Historien følger to unge mennesker. Mia (Emma Stone) er en skuespillerinde der søger job og går til castings uden held. Sebastian (Ryan Gosling) er en jazzpianist der bliver fyret juleaften på trods af sin sure chef (J.K. Simmons). De to bliver forelsket i en glad version af Los Angeles. Men Sebastian leder efter job og bliver derfor ansat i sin barndomsven Keiths (John Legend) band. Keith mener ikke længere der er nogen der kan lide jazz, så hans band består af pop, blues og electric. Da Sebastian fortæller at han skal på turné, kommer Mia og Sebastian op at skændes. De mener ikke at de kan være sammen da Mia også har lavet et one-man show. Mia rejser derfor til sine forældre, men kommer kort efter til casting. Denne gang bliver hun berømt. Fem år senere er hun blevet stjerne, og Sebastian har også lavet sin egen jazzklub, SEB. Filmen slutter med at Mia og Sebastian smiler til hinanden. Selvom de ikke er sammen, vil de altid elske hinanden.

## Produktion

### Lydspor
Musikken og de originale kompositioner til La La Land blev skrevet og orkestreret af Justin Hurwitz, som studerede sammen med instruktøren Chazelle på Harvard University. Hurwitz havde også tidligere arbejdet sammen med Chazelle på hans to foregående film.
Sangteksterne blev skrevet af Pasek og Paul,
med undtagelse af "Start a Fire", som blev til i samarbejde mellem John Legend, Hurwitz, Marius de Vries og Angelique Cinelu. Et album med lydsporet udkom den 9. december 2016 via Interscope Records, og det indeholder udvalgte musikstykker fra Hurwitz’ score samt sange fremført af filmens skuespillere.
Åbningsscenen i filmen, "Another Day of Sun", blev optaget i ét enkelt, langt tracking shot på en motorvej i Los Angeles og blev særligt rost for sin koreografi. Sange som "City of Stars" og "Audition (The Fools Who Dream)" har modtaget flere priser og anerkendelser.

## Medvirkende
- Ryan Gosling som Sebastian
- Emma Stone som Mia
- John Legend som Keith
- Callie Hernandez som Tracy
- Jessica Rothe som Alexis
- Sonoya Mizuno som Caitlin
- J.K. Simmons som Bill
- Rosemarie DeWitt som Laura
- Finn Witrock som Greg
- Josh Pence som Josh

## Priser
Ved Oscaruddelingen 2017 kom værterne til at udnævne La La Land til bedste film, selvom det egentlig var Moonlight der vandt prisen. Værterne undskyldte efterfølgende.
| Ceremoni      | Pris                         | Modtager        | Resultat  |
| ------------- | ---------------------------- | --------------- | --------- |
| Academy Award | Bedste film                  | La La Land      | Nomineret |
| Academy Award | Bedste instruktør            | Damien Chazelle | Vundet    |
| Academy Award | Bedste mandluge hovedrolle   | Ryan Gosling    | Nomineret |
| Academy Award | Bedste kvindelige hovedrolle | Emma Stone      | Vundet    |
| Academy Award | Bedste originale manuskript  | Damien Chazelle | Nomineret |
| Academy Award | Bedste musik                 | Justin Hurwitz  | Vundet    |
| Academy Award | Bedste sang                  | City of Stars   | Vundet    |